# Thagomizer

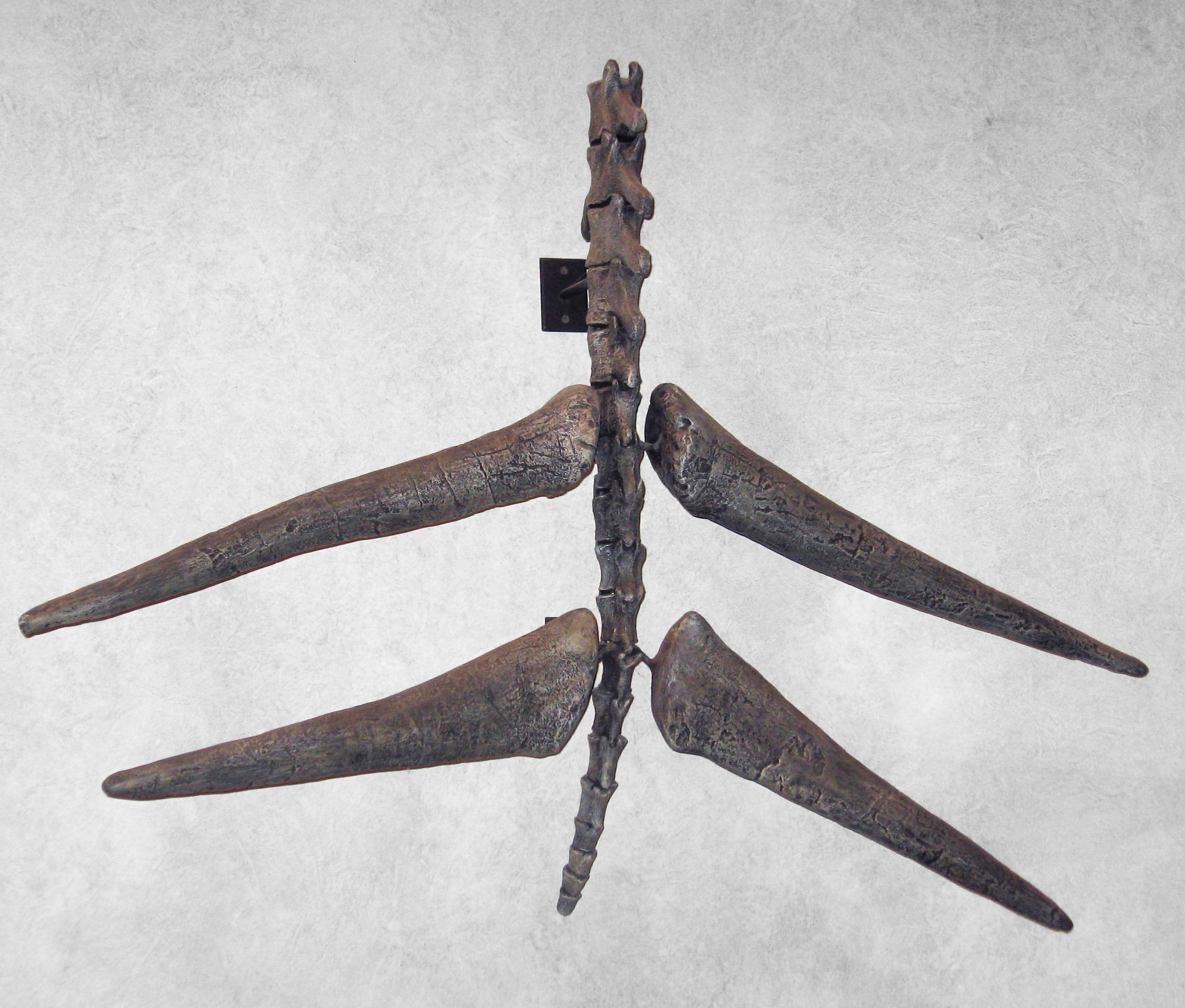
Thagomizer su una coda rimontata di Stegosaurus.

Il thagomizer (/ˈθæɡəmaɪzər/) è una formazione ossea composta da un numero variabile da quattro a dieci aculei presente sulla coda di alcuni dinosauri del clade Stegosauria, di cui Stegosaurus stenops è il più rappresentativo. Si ipotizza che questa particolare struttura ossea possa essere stata un'arma di difesa contro i predatori. Il termine, non essendo anatomicamente preciso ma riferendosi più ad una struttura o ad un concetto di difesa, è stato utilizzato anche per altri tipi di coda armata di mazze o punte, in sauropodi, anchilosauridi, gliptodonti, tartarughe del genere Meiolania ecc.

## Etimologia
Il termine "thagomizer" è stato coniato da Gary Larson in una striscia del fumetto The Far Side del 1982, dove un gruppo di cavernicoli in un'aula assiste ad una lezione in cui il professore spiega che le spine sono state nominate in quel modo "dal defunto Thag Simmons", alludendo ad una sua probabile morte dovuta ad esse. Nonostante la fine di Thag Simmons, comunque, stegosauri e uomini non hanno convissuto nella stessa era. Il termine è stato ripreso inizialmente da un paleontologo del Museo Naturale e delle Scienze di Denver, che l'ha utilizzato per descrivere un fossile alla Società di Paleontologia dei Vertebrati nel 1993.
La parola thagomizer da allora è stata adottata come termine anatomico informale, ed è comparsa anche in ambiti scientifici come in alcune esposizioni al Dinosaur National Monument in Utah, nel libro The complete Dinosaur, e sulla targa accanto all'esposizione dello stegosauro allo Smithsonian Institute, oltre che nel sito internet dello stesso istituto.

## Paleobiologia

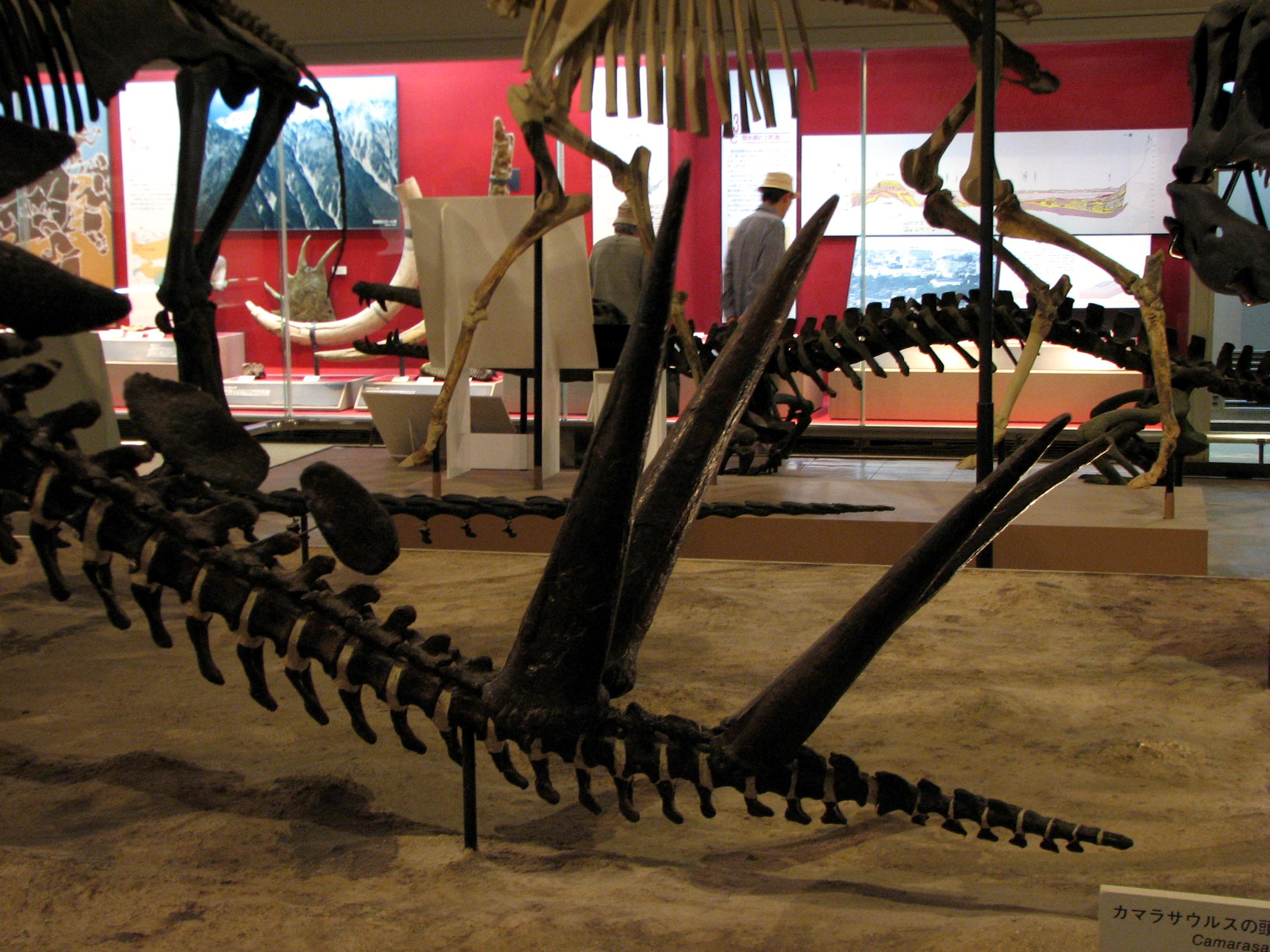
Coda di stegosauro con thagomizer

Vi è stato un dibattito sul fatto che il thagomizer fosse usato solo per ornamento, come sostenuto da una pubblicazione del 1914, o utilizzato come arma. Il paleontologo Robert Bakker ha sottolineato come la coda doveva essere molto più flessibile di quella degli altri dinosauri poiché mancava di tendini ossificati, dando così credito all'idea di un suo uso come arma, mentre secondo altre interpretazioni le placche degli aculei si sovrappongono a così tante vertebre della coda che il movimento ne sarebbe risultato limitato.
Bakker ha anche osservato che lo Stegosaurus avrebbe potuto maneggiare la sua coda facilmente mantenendo fermi i suoi larghi arti posteriori e fornendo la spinta con i suoi corti arti anteriori dotati di potenti muscoli, il che gli avrebbe consentito di ruotare con destrezza per colpire durante l'attacco.
Più recentemente, uno studio condotto sulle spine della coda di alcuni fossili ha mostrato un'alta frequenza di danni procurati da traumi, il che supporta la teoria che esse fossero usate in combattimento. Una prova ulteriore di questa idea è il ritrovamento di una vertebra della coda di un Allosaurus con un foro in cui si adatta perfettamente la spina di uno Stegosaurus.
Stegosaurus stenops aveva quattro placche dermali, ciascuna di circa 60–90 cm. Le scoperte di un'armatura di stegosauro articolata mostrano che, almeno in alcune specie, queste spine protrudevano orizzontalmente dalla coda, e non verticalmente come spesso raffigurato. Inizialmente, Stegosaurus armatus è stato descritto con otto spine sulla coda, a differenza di S. stenops, ma una ricerca più recente ha riesaminato i fossili ed ha concluso che la specie ne possedesse solo quattro.